# Carlos Alberto Rodríguez
Carlos Alberto Rodríguez Gómez (San Nicolás de los Garza, 3 gennaio 1997) è un calciatore messicano, centrocampista del Cruz Azul e della nazionale messicana.

## Carriera

### Club
Ha giocato nella prima divisione messicana.

### Nazionale
Il 23 marzo 2019 ha esordito con la nazionale messicana disputando l'amichevole vinta 3-1 contro il Cile; nel medesimo anno ha partecipato anche alla vittoriosa CONCACAF Gold Cup 2019, mentre nel 2021 ha vinto una medaglia di bronzo ai Giochi Olimpici di Tokyo. Nel 2022 è stato convocato per i Mondiali.

## Statistiche

### Cronologia presenze in nazionale
| Cronologia completa delle presenze e delle reti in nazionale ― Messico | Cronologia completa delle presenze e delle reti in nazionale ― Messico | Cronologia completa delle presenze e delle reti in nazionale ― Messico | Cronologia completa delle presenze e delle reti in nazionale ― Messico | Cronologia completa delle presenze e delle reti in nazionale ― Messico | Cronologia completa delle presenze e delle reti in nazionale ― Messico | Cronologia completa delle presenze e delle reti in nazionale ― Messico | Cronologia completa delle presenze e delle reti in nazionale ― Messico |
| Data                                                                   | Città                                                                  | In casa                                                                | Risultato                                                              | Ospiti                                                                 | Competizione                                                           | Reti                                                                   | Note                                                                   |
| ---------------------------------------------------------------------- | ---------------------------------------------------------------------- | ---------------------------------------------------------------------- | ---------------------------------------------------------------------- | ---------------------------------------------------------------------- | ---------------------------------------------------------------------- | ---------------------------------------------------------------------- | ---------------------------------------------------------------------- |
| 23-3-2019                                                              | San Diego                                                              | Messico                                                                | 3 – 1                                                                  | Cile                                                                   | Amichevole                                                             | -                                                                      | 90’                                                                    |
| 6-6-2019                                                               | Atlanta                                                                | Messico                                                                | 3 – 1                                                                  | Venezuela                                                              | Amichevole                                                             | -                                                                      |                                                                        |
| 16-6-2019                                                              | Pasadena                                                               | Messico                                                                | 7 – 0                                                                  | Cuba                                                                   | Gold Cup 2019 - 1º turno                                               | -                                                                      |                                                                        |
| 19-6-2019                                                              | Denver                                                                 | Messico                                                                | 3 – 1                                                                  | Canada                                                                 | Gold Cup 2019 - 1º turno                                               | -                                                                      | 73’                                                                    |
| 23-6-2019                                                              | Charlotte                                                              | Martinica                                                              | 2 – 3                                                                  | Messico                                                                | Gold Cup 2019 - 1º turno                                               | -                                                                      |                                                                        |
| 29-6-2019                                                              | Houston                                                                | Messico                                                                | 1 – 1 dts (5 – 4 dtr)                                                  | Costa Rica                                                             | Gold Cup 2019 - Quarti di finale                                       | -                                                                      | 90’ 101’                                                               |
| 3-7-2019                                                               | Glendale                                                               | Haiti                                                                  | 0 – 1 dts                                                              | Messico                                                                | Gold Cup 2019 - Semifinale                                             | -                                                                      | 68’                                                                    |
| 7-7-2019                                                               | Chicago                                                                | Messico                                                                | 1 – 0                                                                  | Stati Uniti                                                            | Gold Cup 2019 - Finale                                                 | -                                                                      | 81’                                                                    |
| 6-9-2019                                                               | East Rutherford                                                        | Stati Uniti                                                            | 0 – 3                                                                  | Messico                                                                | Amichevole                                                             | -                                                                      | 89’                                                                    |
| 10-9-2019                                                              | San Antonio                                                            | Argentina                                                              | 4 – 0                                                                  | Messico                                                                | Amichevole                                                             | -                                                                      | 63’                                                                    |
| 12-10-2019                                                             | Hamilton                                                               | Bermuda                                                                | 1 – 5                                                                  | Messico                                                                | CONCACAF Nations League 2019-2020 - 2º turno                           | -                                                                      | 77’                                                                    |
| 16-10-2019                                                             | Città del Messico                                                      | Messico                                                                | 3 – 1                                                                  | Panama                                                                 | CONCACAF Nations League 2019-2020 - 2º turno                           | -                                                                      |                                                                        |
| 16-11-2019                                                             | Panama                                                                 | Panama                                                                 | 0 – 3                                                                  | Messico                                                                | CONCACAF Nations League 2019-2020 - 2º turno                           | -                                                                      |                                                                        |
| 30-9-2020                                                              | Città del Messico                                                      | Messico                                                                | 3 – 0                                                                  | Guatemala                                                              | Amichevole                                                             | -                                                                      |                                                                        |
| 14-11-2020                                                             | Wiener Neustadt                                                        | Corea del Sud                                                          | 2 – 3                                                                  | Messico                                                                | Amichevole                                                             | -                                                                      |                                                                        |
| 17-11-2020                                                             | Graz                                                                   | Giappone                                                               | 0 – 2                                                                  | Messico                                                                | Amichevole                                                             | -                                                                      | 46’                                                                    |
| 29-5-2021                                                              | Arlington                                                              | Messico                                                                | 2 – 1                                                                  | Islanda                                                                | Amichevole                                                             | -                                                                      | 63’                                                                    |
| 7-6-2021                                                               | Denver                                                                 | Stati Uniti                                                            | 3 – 2 dts                                                              | Messico                                                                | CONCACAF Nations League 2019-2020 - Finale                             | -                                                                      |                                                                        |
| 12-6-2021                                                              | Atlanta                                                                | Messico                                                                | 0 – 0                                                                  | Honduras                                                               | Amichevole                                                             | -                                                                      |                                                                        |
| 30-6-2021                                                              | Nashville                                                              | Messico                                                                | 3 – 0                                                                  | Panama                                                                 | Amichevole                                                             | -                                                                      | 64’                                                                    |
| 2-9-2021                                                               | Città del Messico                                                      | Messico                                                                | 2 – 1                                                                  | Giamaica                                                               | Qual. Mondiali 2022                                                    | -                                                                      | 90+2’                                                                  |
| 5-9-2021                                                               | San José                                                               | Costa Rica                                                             | 0 – 1                                                                  | Messico                                                                | Qual. Mondiali 2022                                                    | -                                                                      |                                                                        |
| 8-9-2021                                                               | Panama                                                                 | Panama                                                                 | 1 – 1                                                                  | Messico                                                                | Qual. Mondiali 2022                                                    | -                                                                      | 46’                                                                    |
| 7-10-2021                                                              | Città del Messico                                                      | Messico                                                                | 1 – 1                                                                  | Canada                                                                 | Qual. Mondiali 2022                                                    | -                                                                      | 72’                                                                    |
| 13-10-2021                                                             | San Salvador                                                           | El Salvador                                                            | 0 – 2                                                                  | Messico                                                                | Qual. Mondiali 2022                                                    | -                                                                      |                                                                        |
| 12-11-2021                                                             | Cincinnati                                                             | Stati Uniti                                                            | 2 – 0                                                                  | Messico                                                                | Qual. Mondiali 2022                                                    | -                                                                      | 74’                                                                    |
| 27-1-2022                                                              | Kingston                                                               | Giamaica                                                               | 1 – 2                                                                  | Messico                                                                | Qual. Mondiali 2022                                                    | -                                                                      |                                                                        |
| 30-1-2022                                                              | Città del Messico                                                      | Messico                                                                | 0 – 0                                                                  | Costa Rica                                                             | Qual. Mondiali 2022                                                    | -                                                                      | 46’                                                                    |
| 2-2-2022                                                               | Città del Messico                                                      | Messico                                                                | 1 – 0                                                                  | Panama                                                                 | Qual. Mondiali 2022                                                    | -                                                                      | 69’                                                                    |
| 24-3-2022                                                              | Città del Messico                                                      | Messico                                                                | 0 – 0                                                                  | Stati Uniti                                                            | Qual. Mondiali 2022                                                    | -                                                                      | 79’                                                                    |
| 27-3-2022                                                              | San Pedro Sula                                                         | Honduras                                                               | 0 – 1                                                                  | Messico                                                                | Qual. Mondiali 2022                                                    | -                                                                      | 67’                                                                    |
| 30-3-2022                                                              | Città del Messico                                                      | Messico                                                                | 2 – 0                                                                  | El Salvador                                                            | Qual. Mondiali 2022                                                    | -                                                                      | 73’                                                                    |
| 31-8-2022                                                              | Atlanta                                                                | Messico                                                                | 0 – 1                                                                  | Paraguay                                                               | Amichevole                                                             | -                                                                      | 78’                                                                    |
| 25-9-2022                                                              | Pasadena                                                               | Messico                                                                | 1 – 0                                                                  | Perù                                                                   | Amichevole                                                             | -                                                                      | 84’                                                                    |
| 28-9-2022                                                              | Santa Clara                                                            | Messico                                                                | 2 – 3                                                                  | Colombia                                                               | Amichevole                                                             | -                                                                      | 60’                                                                    |
| 9-11-2022                                                              | Girona                                                                 | Messico                                                                | 4 – 0                                                                  | Iraq                                                                   | Amichevole                                                             | -                                                                      | 46’                                                                    |
| 16-11-2022                                                             | Girona                                                                 | Messico                                                                | 1 – 2                                                                  | Svezia                                                                 | Amichevole                                                             | -                                                                      | 46’                                                                    |
| 22-11-2022                                                             | Doha                                                                   | Messico                                                                | 0 – 0                                                                  | Polonia                                                                | Mondiali 2022 - 1º turno                                               | -                                                                      | 71’                                                                    |
| 30-11-2022                                                             | Lusail                                                                 | Arabia Saudita                                                         | 1 – 2                                                                  | Messico                                                                | Mondiali 2022 - 1º turno                                               | -                                                                      | 77’                                                                    |
| 23-3-2023                                                              | Paramaribo                                                             | Suriname                                                               | 0 – 2                                                                  | Messico                                                                | CONCACAF Nations League 2022-2023 - 1º turno                           | -                                                                      | 79’                                                                    |
| 19-4-2023                                                              | Glendale                                                               | Stati Uniti                                                            | 1 – 1                                                                  | Messico                                                                | Amichevole                                                             | -                                                                      | 70’                                                                    |
| 7-6-2023                                                               | Mazatlán                                                               | Messico                                                                | 2 – 0                                                                  | Guatemala                                                              | Amichevole                                                             | -                                                                      | 56’                                                                    |
| 10-6-2023                                                              | San Diego                                                              | Messico                                                                | 2 – 2                                                                  | Camerun                                                                | Amichevole                                                             | -                                                                      | 87’                                                                    |
| 18-6-2023                                                              | Paradise                                                               | Panama                                                                 | 0 – 1                                                                  | Messico                                                                | CONCACAF Nations League 2022-2023 - Finale 3º posto                    | -                                                                      | 90+5’                                                                  |
| 25-6-2023                                                              | Houston                                                                | Messico                                                                | 4 – 0                                                                  | Honduras                                                               | Gold Cup 2023 - 1º turno                                               | -                                                                      | 69’                                                                    |
| 29-6-2023                                                              | Glendale                                                               | Haiti                                                                  | 1 – 3                                                                  | Messico                                                                | Gold Cup 2023 - 1º turno                                               | -                                                                      | 71’                                                                    |
| 2-7-2023                                                               | Santa Clara                                                            | Messico                                                                | 0 – 1                                                                  | Qatar                                                                  | Gold Cup 2023 - 1º turno                                               | -                                                                      | 70’                                                                    |
| 12-7-2023                                                              | Paradise                                                               | Giamaica                                                               | 0 – 3                                                                  | Messico                                                                | Gold Cup 2023 - Semifinale                                             | -                                                                      | 63’                                                                    |
| 12-9-2023                                                              | Atlanta                                                                | Uzbekistan                                                             | 3 – 3                                                                  | Messico                                                                | Amichevole                                                             | -                                                                      | 77’                                                                    |
| 5-6-2024                                                               | Denver                                                                 | Messico                                                                | 0 – 4                                                                  | Uruguay                                                                | Amichevole                                                             | -                                                                      | 69’                                                                    |
| 8-6-2024                                                               | College Station                                                        | Messico                                                                | 2 – 3                                                                  | Brasile                                                                | Amichevole                                                             | -                                                                      | 61’                                                                    |
| 22-6-2024                                                              | Houston                                                                | Messico                                                                | 1 – 0                                                                  | Giamaica                                                               | Coppa America 2024 - 1º turno                                          | -                                                                      | 68’                                                                    |
| 26-6-2024                                                              | Inglewood                                                              | Venezuela                                                              | 1 – 0                                                                  | Messico                                                                | Coppa America 2024 - 1º turno                                          | -                                                                      | 61’                                                                    |
| 7-9-2024                                                               | Pasadena                                                               | Messico                                                                | 3 – 0                                                                  | Nuova Zelanda                                                          | Amichevole                                                             | -                                                                      | 71’                                                                    |
| 10-9-2024                                                              | Arlington                                                              | Messico                                                                | 0 – 0                                                                  | Canada                                                                 | Amichevole                                                             | -                                                                      | 66’                                                                    |
| 19-11-2024                                                             | Toluca                                                                 | Messico                                                                | 4 – 0                                                                  | Honduras                                                               | CONCACAF Nations League 2024-2025 - Quarti di finale                   | -                                                                      | 27’ 66’                                                                |
| 20-3-2025                                                              | Inglewood                                                              | Canada                                                                 | 0 – 2                                                                  | Messico                                                                | CONCACAF Nations League 2024-2025 - Semifinale                         | -                                                                      | 54’                                                                    |
| 7-6-2025                                                               | Salt Lake City                                                         | Messico                                                                | 2 – 4                                                                  | Svizzera                                                               | Amichevole                                                             | -                                                                      |                                                                        |
| 14-6-2025                                                              | Inglewood                                                              | Messico                                                                | 3 – 2                                                                  | Rep. Dominicana                                                        | Gold Cup 2025 - 1º turno                                               | -                                                                      | 46’                                                                    |
| 22-6-2025                                                              | Paradise                                                               | Messico                                                                | 0 – 0                                                                  | Costa Rica                                                             | Gold Cup 2025 - 1° turno                                               | -                                                                      | 75’                                                                    |
| 28-6-2025                                                              | Glendale                                                               | Messico                                                                | 2 – 0                                                                  | Arabia Saudita                                                         | Gold Cup 2025 - Quarti di finale                                       | -                                                                      | 73’                                                                    |
| Totale                                                                 |                                                                        | Presenze                                                               | 61                                                                     |                                                                        | Reti                                                                   | 0                                                                      |                                                                        |

## Palmarès

### Club

#### Competizioni nazionali
- Campionato messicano: 1

Monterrey: Apertura 2019
- Coppa del Messico: 1

Monterrey: 2019-2020

#### Competizioni internazionali
- CONCACAF Champions League: 3

Monterrey: 2019, 2021
Cruz Azul: 2025

### Nazionale
- Gold Cup: 3

2019, 2023,2025
- Bronzo olimpico: 1

Tokyo 2020